# Гостеприимный сельсовет
Гостеприимный сельсовет — сельское поселение в Светлинском районе Оренбургской области Российской Федерации.
Административный центр — посёлок Гостеприимный.

## История
Статус и границы сельского поселения установлены Законом Оренбургской области от 2 сентября 2004 года № 1424/211-III-ОЗ «О наделении муниципальных образований Оренбургской области статусом муниципального района, городского округа, городского поселения, установлении и изменении границ муниципальных образований».

## Население
| 2010 | 2012 | 2013 | 2014 | 2015 | 2016 | 2017 |
| ---- | ---- | ---- | ---- | ---- | ---- | ---- |
| 724  | ↘686 | ↘641 | ↘604 | ↘577 | ↘542 | ↘512 |
| 2018 | 2019 | 2020 | 2021 |      |      |      |
| ↘496 | ↘464 | ↘455 | ↘426 |      |      |      |

## Состав сельского поселения
| № | Населённый пункт | Тип населённого пункта          | Население |
| - | ---------------- | ------------------------------- | --------- |
| 1 | Гостеприимная    | железнодорожная станция         | 16        |
| 2 | Гостеприимный    | посёлок, административный центр | 690       |
| 3 | Смоленский       | посёлок                         | 18        |